# Marí Grimani
Marí Grimani (Venècia, 1489 † 28 de setembre de 1546, Orvieto) va ser un cardenal italià i patriarca d'Aquileia del 19 de gener de 1517 fins al 1529 i després de 1535 a 1545.
Nebot del cardenal Domenico Grimani, va néixer en el si d'una família noble veneciana, fou tercer fill de Gerolamo i Priuli Elena Grimani.
Destinat a la carrera eclesiàstica, amb menys de 20 anys (16 d'agost de 1508) va ser nomenat bisbe de Ceneda, però no va assumir la posició fins a arribar a l'edat canònica de 27 anys. El 19 de gener de 1517 va ser nomenat Patriarca d'Aquileia, i més tard, el 1533 fou proclamat bisbe de Concordia càrrec que ostentà fins al 1537, essent succeït pel seu nebot Pietro Querini. Durant un període de sis anys deixa de ser patriarca d'Aquileia. Va ser elevat a cardenal el maig de 1527 pel Papa Climent VII.
El gener de 1545 va tornar a deixar el càrrec de Patriarca d'Aquileia per prendre el 23 de març d'aquell any el títol del Patriarca llatí de Constantinoble, que va ocupar fins a la seva mort.
Va morir el setembre de 1546 mentre es trobava a Orvieto, va ser enterrat a la catedral de la ciutat. Més tard, el cos va ser portat a Venècia i va ser enterrat a San Francesco della Vigna, prop de la tomba del seu oncle, també cardenal.